# Georg Rückert (Schauspieler)
Georg Rückert (* 14. September 1878 in Nürnberg; † 28. Februar 1932 in München) war ein deutscher Volkssänger, Humorist und Schauspieler. Er war mit Rosina Müller verheiratet und hatte vier Kinder.
Rückert stand mit Karl Valentin und Lisl Karlstadt in München auf der Bühne und spielt in deren ersten Stummfilmen mit.

## Filmografie
- 1912: Karl Valentins Hochzeit
- 1916: Der verhängnisvolle Überzieher
- 1929: Der Sonderling